# کشاورزی در افغانستان

پرورش گاو در شرق و صفحات مرکزی دامنه‌های هندوکش از اهمیت برخوردار است

نمای از زراعت بامیان

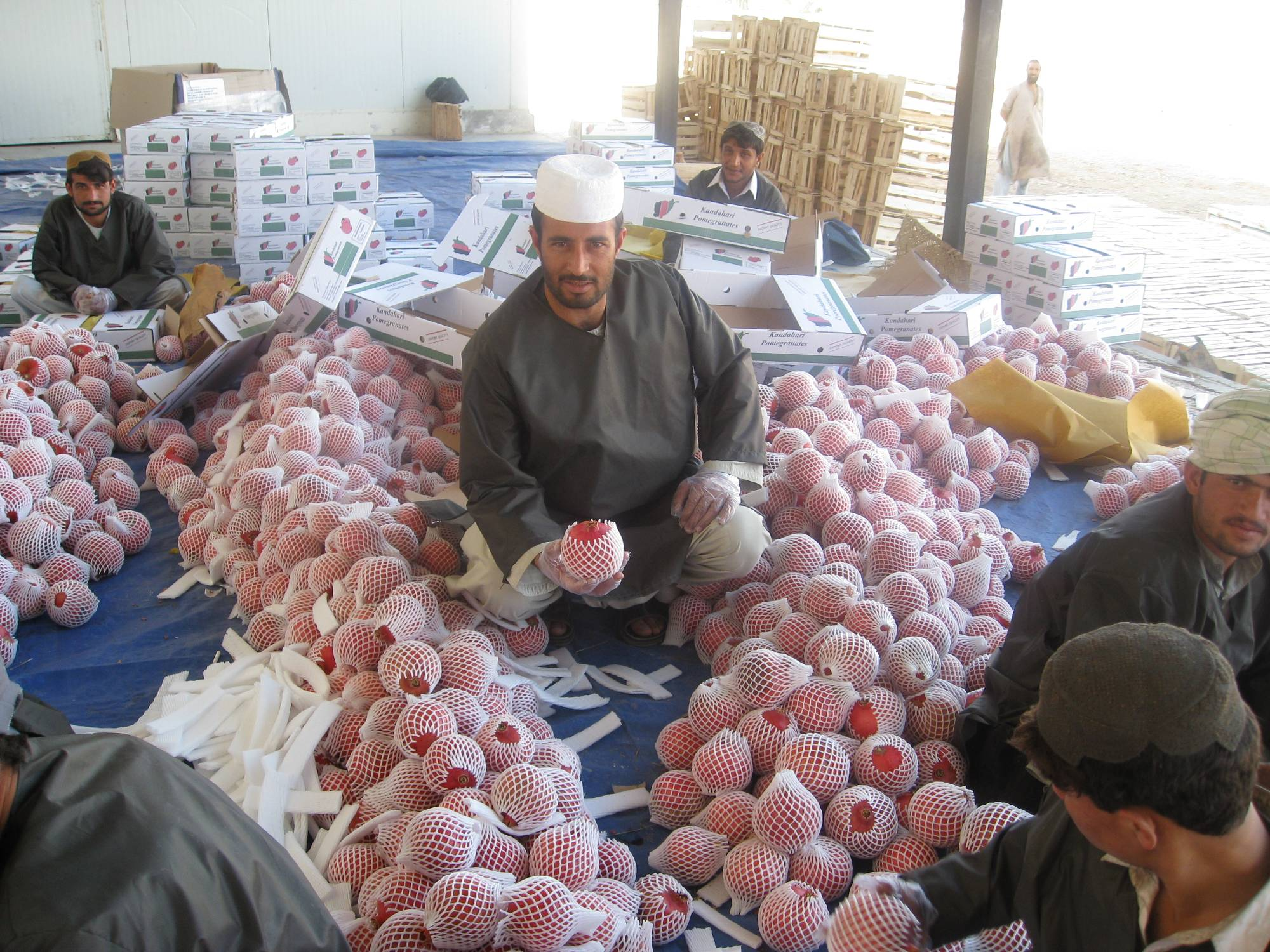
انار بی‌دانهٔ افغانستان در جهان مشهور است. این انار فقط در اندراب، یکی از ولسوالی‌های ولایت بغلان تولید می‌شود.

کشاورزی فرهنگ کاشت گیاهان و قارچ‌ها، پرورش حیوانات و سایر اجسام زنده به منظور ادامهٔ حیات است. کشاورزی به نوع گیاه، مهارت دهقان، و مکانیزه بودن کار دهقانان، وضعیت زمین‌ها، آب و هوا، خاک و مساعد بودن شرایط کشت بستگی دارد؛ یا زراعت فن است که نسل به نسل میراث باقی مانده‌است؛ و هم زراعت کشت گیاه دلخواه می‌باشد. گیاهان و جنگل خود روی زراعت نیست.
زراعت افغانستان در چارچوب دو وزارت عمدتاً وزارت زراعت و مالداری و وزارت انکشاف دهات اداره می‌شود. پس از سال ۲۰۰۲ وزارت زراعت نتوانسته‌است کدام پروژهٔ بزرگ را روی دست گیرد و دلیل آن اینست که تمام موسسات و انجیوهای خارجی در تحت و USID مستقلانه کار می‌نمودند.
و این موسسات با ادارهٔ سازمان ملل تمام بودجهٔ خویش را متوجهٔ وزارت احیا و انکشاف دهات ساخته بود. برنامه‌های زراعتی را با ضروریات دیگر از طریق آن وزارت به پیش می‌برد؛ ولی وزارت زراعت طرح‌های داشته‌است. طبق صحبت معاون وزیر زراعت برای تطبیق پلان زراعتی خویش به ۳۵۰ میلون دلار ضرورت دارد. بنابرین چنین وزارت سکتوری که سرنوشت میلیون‌ها افغان در آن نهفته‌است کاری انجام نداده‌است.
سوم زراعت مواد خام صنعت است؛ و زراعت در اقتصاد افغانستان بنیادی می‌باشد. با به راه انداختن پروژه‌های بزرگ زراعتی تغییرات فاحش در وضع اقتصاد کشور بمیان آمده و کشور از این حالت می‌براید؛ و خودکفا از هر لحاظ می‌گردد. بدین ملحوظ امکان دارد یک تعداد کشورهای نخواهند افغانستان از یک بازار مصرفی به تولیدی تبدیل گردد.
هم‌اکنون وزارت زراعت در ضمن پلان عادی خود، پروژهٔ انکشافی‌ای را بنام (OFWMP) روی دست دارد. هدف این پروژه تنظیم آبیاری در بعضی از ولایت‌های افغانستان می‌باشد. هزینهٔ این پروژه به ارزش ۴۱ میلون دلار آمریکایی از طرف بانک جهانی تمویل می‌گردد. محل تطبیق این پروژه کابل، جلال‌آباد مزارشریف و هرات می‌باشد. این پروژه در حال تطبیق است. (منبع ۱۸) اکثریت بودجه که بانک جهانی کمک کرده‌است از طریق وزارت احیا وانکشاف دهات و وزارت فوائد عامه به مصرف رسیده‌است.

## اقتصاد زراعتی افغانستان
طبق گزارش USID و آمار وزارت زراعت ۸۰ درصد مردم افغانستان مشغول پیشهٔ زراعت و مالداری‌اند؛ که ۳۱٪ درآمد ملی از محصولات زراعتی به‌دست می‌آید. طبق آمار سال ۲۰۰۹ سازمان سیا (سی.آی. اِی)، افغانستان حدود ۸٫۵۵ میلیارد دلار واردات و ۲٫۱۲۸ میلیارد دلار صادرات به کشورهای ایالات متحدهٔ آمریکا، تاجیکستان، پاکستان، هندوستان و غیره داشته که پس از احجار قیمتی دومین عواید کشور را اقلام زراعتی تشکیل می‌دهد؛ که اقلام عمدهٔ آن میوه‌جات خشک، پشم، قالین، گیاهان پزشکی، پوست حیوانات، و کوکنار (تریاک) بوده‌است. طبق گزارش بانک جهانی و سی.آی. اِی فکت‌بوک با وجودی که از سال ۲۰۰۲ تا اکنون درآمد افغانستان به شمول کمک‌های خارجی ۲۹٬۸۱ میلیارد دلار بوده‌است، عواید سرانهٔ این کشور (منبع شمارهٔ ۱) ۱٬۳۲۱ دلار می‌باشد. افغانستان از جمله ۱۶۸ کشور ۱۴۶مین کشور در حال رشد می‌باشد؛ زیرا این پول‌ها در بانک‌های کشور جمع نگردیده واپس به کشورهای خارج سرازیر می‌شود.
آن عده از مردم افغانستان که ازین مدرک پول به‌دست می‌آورند تا اکنون در پایداری دولت افغانستان اعتقاد نداشته، سرمایهٔ خود را در کشورهای عربی، هند، پاکستان، ازبکستان و روسیه سرمایه‌گذاری نموده‌اند. و هم قراردادها صرف با شرکت‌های خارج می‌شود؛ که مایهٔ یأس هموطنان باعزت ما گردیده‌است. حاصلات گندم در سال ۲۰۱۰ حدود ۴٫۵ میلیون تن بوده‌است. ملت افغانستان ۱۰۰٪ بالای نان گندم زندگی می‌کنند که ۴۵ درصد زمین‌های افغانستان تحت زرع همین گیاه قراردارد؛ که ناکافی می‌باشد. متباقی را تاجران از کشور قزاقستان و پاکستان وارد می‌کنند. علت وارد نمودن گندم این‌ست که یک تعداد دهقانان به نسبت عدم استفاده از سیستم مکانیزهٔ زراعتی، کمبود متخصصان، عدم امنیت سطح محصولات و بازدهی خیلی کم دارند. هکذا در ۳۲ سال جنگ نفوس از ۱۹ میلیون به ۲۴ میلون رسید و لی توسعه زمین زراعتی و مکانیزه شدن منفی است. در کشورهای پیشرفته هر دهقان حداقل برای صد نفر غذا مهیا می‌کند ولی در کشور ما ۲۰ میلیون نمی‌تواند برای ۲۵ میلیون نان تهیه دارد. یک دهقان افغانی از یک جریب زمین لاغر ۱۳۰–۳۰۰ کیلو گندم به‌دست می‌آورند. درحالی‌که باید بیشتر از ۷۵۰ کیلو به‌دست آورند. در مجموع دهقانان افغانستان از یک هکتار ۱٫۳ تن، پاکستان ۴٫۹ تن، هندوستان ۵٫۵ تن و کشورهای اروپایی آلمان و فرانسه و انگلیس ۷–۸ تن به‌دست می‌آورند. گدام گندم ابی شهر قندوز و گدام للمی تپه‌های کوه بابا که شامل ولایت بلخ درهٔ صوف، سنگ‌چارک و غیره قریه‌جات می‌باشد.

### آبیاری
اولویت درازمدت وزارت زراعت، اینست که سالانه ۵۰ هزار هکتار زمین زراعتی را از طریق احیا، بازسازی، نوسازی و تقویت سیستم‌های آبیاری در کشور، تحت پوشش آبیاری قرار دهد.
وزارت زراعت در سال ۱۳۹۹ توانسته که با احیا و ساخت کانال‌ها و شبکه‌های آبیاری به طول یک‌هزار و ۳۷۸ کیلومتر، ۹۷هزار و ۳۶۰ هکتار زمین زراعتی را تحت پوشش آبیاری قرار دهد. همچنین در این سال ۳۱هزار و ۵۰۶ متر دیوار محافظتی ساخته و به منظور جلوگیری از تخریب چهار هزار و ۲۵۹ هکتار زمین در مناطق مختلف کشور، گبیون‌کاری شده‌است.
احیا و بازسازی ۴۳۵ کانال فرعی درجه دوم و سوم هم در ولایت‌های کندز، تخار، بدخشان، ننگرهار و جوزجان انجام شده و کار ۳۳۶ کانال دیگر، در سال مالی ۱۳۹۹ احداث شد.
هجده آب‌ریزه نیز در سه ولایت ساخته و کار ساخت هشتاد بند خاکی آب‌گردان در ولایت‌های غور، سمنگان و قندهار به پایان رسید. کار ساخت ۱۴هزار و ۹۷۴ مترمکعب بند محافظتی و ذخیره‌گاه آبی کوچک در ساحات آب‌ریزه‌ها در ولایت‌های سمنگان، قندهار و غور نیز به پایان رسید.
در سال مالی ۱۳۹۹، ۱۷ ذخیره‌گاه آب برای فعالیت‌های زراعتی و باغداری نیز در ولایت‌های لوگر، خوست، پکتیا و جوزجان همراه با ۱۲۰ ذخیره‌گاه خاکی برای ذخیره آب باران در ولایت‌های کابل ساخته شد.
وزارت زراعت، آبیاری و مالداری، با فعالیت‌هایش در سال مالی ۱۳۹۹ در عرصهٔ آبیاری، با پیش‌برد برنامه‌هایش توانست ۲٫۵ درصد به ساحات آبی زراعتی بافزاید.

## زمین‌های زراعتی افغانستان
زمین‌های افغانستان از دیدگاه زراعت به ۶ گونه تقسیم شده‌است: زمین‌های مزروعی، زمین‌های تحت غرس نهال‌ها، که هردو قسمت ۷٫۸ میلون هکتار ۱۱٫۹۶٪ ساحهٔ خاک افغانستان را دربردارد. علفزارها ۳۱ میلیون هکتار که حدود ۴۹٪، جنگل‌های ۱٫۹ میلیون هکتار ۳٪، زمین‌های تحت آب، و زمین‌های غیر مزروعی می‌باشد. اراضی افغانستان طوریست که هر منطقه دشت و دره و آب و هوای مخصوص دارند؛ مثلاً ولسوالی سروبی که در ۳۰ کیلومتری کابل موقعیت دارد در زمستان برف‌باری ندارد. ولایت‌های قندهار، خوست، ننگرهار و لغمان گرمسیر بوده، در زمستان برف‌باری ندارد. طبق گزارش سازمان غذایی جهان مساحت خاک کشور ۶۵۲٬۲۲۵ کیلومترمربع یا ۶۵٬۲۲ میلیون هکتار می‌باشد. ۱ بر ۶ از ساحهٔ خاک را دشت تشکیل داده‌است که به مساحت ۱۰۸٬۷۰۴ کیلومتر مربع یا ۱۰٬۸۷۰ میلیون هکتار می‌شود. بالاتر از ۸۰ درصد منبع آبی افغانستان را کوه‌های هندوکش تأمین می‌کند. در مجموع ۷٫۸ میلیون هکتار ساحهٔ قابل کشت می‌باشد. ازجمله ۳٫۳ میلون هکتار (۱۸۱٫۵ میلیون جریب) آبی ۴٫۵ میلون هکتار (۲۲٫۵ میلون جریب) للمی یا بارانی وجود دارد. از جمله ۴ میلیون هکتار تحت کشت می‌باشد. در سال ۲۰۱۰ حدود ۳٬۱ میلون هکتار تحت زرع علوفه‌جات و از جمله ۲ میلیون هکتار تحت زرع گندم قرار داشت. از لحاظ کلتوری زمین‌ها افغانستان به ۳ دسته تقسیم شده‌اند، سیرآب کم‌آب و للمی. زمین‌های سیر آب حدود ۱٫۸ میلون هکتار را دربردارد (۱۸). افغانستان منشع مادر و گدام وراثت بسیاری گیاهان است. طور طبیعی به جز چند گیاه محدود همه گیاهان درین خاک می‌رویند. در شمال افغانستان ۱۲ ورایتی خربوزه تربوز کدو ترائی ۴ نوع زردک شیرین بامیه میوه جات زردآلو قیصی انار انجیر توت بادام پسته، گندم للمی و آبی جو جوار جودر ارزن و غیره می‌روید؛ ولی چیز پراهمیت اینست که گیاهان صنعتی از قبیل لبلبو پنبه تنباکو گل آفتاب‌گردان؛ گیاهان چون شرشم زغرکنجد گیاهان نشه‌آور چون چرس و کوکنار گیاهان پزشکی نظیر هنگ زیره و شیرین بویه بابونه زعفران اسپرزه و غیره (۱۰) و گیاهان پروتئین دار یا فامیل لیگوم نظیر (لوبیا نخود ماش باقلا فاصلیا) خیلی خوب حاصل می‌دهد؛ و هکذا این مناطق در تربیه کرم پیله گوسفند قره قل و اسپ نیز شهرت دارد.
در نواحی مرکزی و ارتفاعات بلند انواع میوه جات تازه و خشک، مواشی لبنیات وسبزیجات نیز از تولیدات کشور ما می‌باشد؛ ولی لحاظ فناوری معاصر مناطق کوهی چون هوای سرد دارد برای تربیه میلیاردها مواشی از قبیل گاو گوسفند آهو، مرغداری چون مرغ مرغابی قاز و غیره مناسب است، درین مناطق تربیه انواع گل غرض تولید عطر، تربیه زنبور عسل، غرص درختان میوه جات تازه و میوه جات خشک، غرص درختان غرض به‌دست آوردن چوب موبل و فرنیچر (توت و چهارمغز) خیلی زیاد مساعداست. از همه مهم‌تر صفحات مرکزی افغانستان داری طبعت و اب و هوای صاف می‌باشد جایگاه استراحت میلیون‌ها سیاح جهان خواهدبود؛ و چیز جالب و بسیار پراعم درجلال آباد گیاهان تروپیک یا گرم از قبیل خانواده ستروس (نارنج مالته کینو لیمو) نیشکر جوار و زیتون می‌روید و این‌گونه زمین‌ها طور طبعی سال ۳بار حاصل می‌دهند. جلال‌آباد ولغمان یخچال طبیعی افغانستان است که خداوند برای این ملت افغان تحفه داده‌است. این بدین معنی است آنعده سبزیجات که درسایر نقاط در تابستان حاصل می‌دهند درجلال آباد در زمستان کشت می‌شود و ضرورت سردخانه سبزیجات نیست تازه به‌دست آورده می‌شود. مرکز افغانستان همه کوها و پراز برف‌اند. شمال جنوب و غرب افغانستان همه دشت‌اند. افغانستان به نسبت نداشتن فناوری جدید نتوانسته‌است این آب‌ها را ذخیره نماید. و این دشت‌های که خاک آن دست ناخورده‌است تحت زرع قراردهند. سه دریا بسیار پراهمیت درین خاک اند که دریای کابل، رود هلمند و رود آمو می‌باشد. این دریاها به اندازه ۱۷ بیلون متر مکعب آبرا دریک سال به جریان می‌آورند.
دریای آمو دریک ثانیه ۲۰۰۰ مترمکعب و در یک سال ۹۷٫۴کیلومتر مکعب آبرا به جریان می‌آورد ولی درقسمت‌های حیرتان و خاک ترکمنستان ظرفیت آن به ۶۳ کیلومتر مکعب پائین آمده پس از طی نمودن دشت‌های قراقرم به جهیل ارال می‌ریزد. (۹). این دریا از کوه‌های پامیر سرچشمه می‌گیرد نتوانسته‌است دشت‌های شمال افغانستان که از کنار ش می‌گذرد سیرآب سازد. طول مجموعی این دشت‌ها حدود بیشر از ۲۰۰ کیلومتر و به عرض اوسط -۵۰ کیلومتر می‌باشد. اگر اوسط را از قندز الی اندخوی به عرض ۵۰ کیلومتر در نظر گرفته شود. حدود۱۰۰۰۰ کیلومتر مربع می‌شود اگر به هکتار سنجیده شود حدود تقریبی یک میلون هکتار در کنار دریای آمو بی‌حاصل افتاده‌است. (۸) در دانمارک ۶۰۰۰ دهقان یعنی ۰٬۱۲ درصد نفوس کشور ۵٫۶۵ میلون گاو را اداره می‌کنند از جمله ۶۶۰۰۰۰ شیر ده می‌باشد. یک دهقان در پهلو زمین‌داری الی۱۰۰ تا ۴۵۰ گاو را تربیه می‌کند. هر گاو حد اقل روزانه ۲۱–۲۶ لیتر شیر می‌دهد. سالانه ۴٫۵ میلیارد لیتر شیر تولید می‌کند. دلیل آن اینست که هر دهقان علاوه بر کاه و علف مینو غذائی گاوها را صد درصد تطبیق می‌نمایند وهم دارای هوای سرد و نسل گاو خوب‌اند. دانمارک لبنیات نصف جهان را با کیفیت درجه اول تولید می‌کند. در افغانستان ۶۴ درصد دهقانان مصروف مالداری می‌باشند که حدود ۳٫۷ میلون گاو شیری و غیر شیری را تربیه می‌نمایند. یک گاو افغانی دریک روز به‌طور اوسط ۵ لیتر شیر تولید می‌نماید. درصورتی‌که از این تکنولوژی در صفحات مرکزی افغانستان استفاده شود سطح تولیدات از ضرورت نفوس بلند خواهد رفت.

## پژوهش‌های ژنتیکی گیاهان
اساس تغیرات و پیشرفت در سیستم زراعت پژوهش‌های ژنتیکی گیاهان همان کشور به منظور به‌دست آوری اصلاح و نسل بهتر می‌باشد. در افغانستان ۲۱ ستیشن پژوهشی گیاهان وجود دارد. الی سال ۱۳۶۲ خدمات ارزنده نمودند. این مراکز الی سال ۱۳۷۲ فعال بودند ولی ازاینکه سایر سازمان‌های پژوهشی بین‌المللی روابط خودرا قطع نموده بودند وهم جنگ داخلی وجود داشت کار مراکز خیلی محدود و بطی پیش می‌رفت. فعلاً این استیشن‌ها تحت اداره انستیتیوت پژوهش‌های زراعت کار و فعالیت می‌کنند. ریاست پژوهش‌های گیاهی در کنار برنامه‌های محلی در برنامه‌های بین‌المللی نیز سهمدار می‌باشد. درژانویه سال۲۰۰۲ دولت آمریکا زیر نظر نمایندگی ایالات متحده آمریکا برای انکشاف بین‌المللی (USAID) در شهر تاشکند با شرکت ۳۲ سازمان‌های زراعتی وسازمان‌های پژوهشی زراعتی جلسه نمودند. هرکدام ازین سازمان‌ها در بخش‌های خود با بودجه مالی هنگفت کار می‌نمایند. این سازمان‌ها یک تعداد متخصصین داخلی زراعت را با مزد کافی جذب نمودن و بدین ملحوظ وزارت زراعت از صحنه (بهداشت) دور گذاشته شد. سازمان‌های بین‌المللی پژوهش‌های گیاهی جهانی که در افغانستان فعلاً موجوداند بقرار زیراند:
FAO, ICARDA, JICA, RAMP, FHCRAA, CIMMyT PHDP ,ICRISTو،UNDP CIP, CIAT ,IFPRI, IPGRI ,ILRI,ISNAR, AVRDC, IWMI ,IFDC, IFRC, SOLIDARITES, GRSP, (IMC), ACTED, MADERA, CARE, HAFO), (ADA), FOCUS, DACAAR,ISRA , United Nations Agencies: FAO, World Food, United States Institutions: Texas A&M, Cornell Program, University, University of California, Davis, University of Vermont and Michigan State.
علاوه بر همکاری سازمان‌های بین‌المللی، با سازمان‌های پژوهشی کشورهای منطقه و همسایه همکاری وجود دارد و بسیاری از پژوهش‌ها را برنامه‌های منطقه‌ای تشکیل می‌دهند که چند کشور همسایه یکجا پیش می‌برند؛ مثلاً پژوهش در مورد برنج جریان دارد و این گیاه تقریباً دومین قلم مصرف‌کننده افغان شده‌است. سازمان ایکاردا در سوریه و اکریسات در هند می‌باشند که هردو بالای مناطق خشک کار می‌نمایند. افغانستان عضو آن سازمان است. فعلاً همین سازمان‌ها هرکدام داخل افغانستان کار می‌نمایند. اولاً این‌ها درصدد گردآوری ۱۷۷۰ نوع گیاه افغان نستان اند؛ که قبلاً در سال ۱۳۶۲ فارم دارالامان از قریه‌ها جمع نموده بودند. مهم‌ترین کار پژوهش گیاهی انکشاف و اصلاح گیاهان است تا بتواند حاصل اعظمی را بدهد.

## جنگلات
در سال ۱۹۷۰ مساحت جنگلات افغانستان ۱۳۱۳۰۰۰ هکتار بود. سه حصه خاک را جنگلات نشتر سرب ارچه جلغوزه و پسته در ولایت کنر نورستان پکتیا و بادغیس تشکیل داده‌است. ۴۵۰۰۰ هکتار زمین را در بادغیس جنگلات پسته طبعی پوشانیده‌است. جنگلات پسته در ولایت سمنگان بلخ نیز وجود دارد. با استفاده از مکانیزه شدن محصولات آن چندین برابر خواهد شد. بزرکترین مارکیت پسته مغز سبز هند است.

## تولیدات
فیصدی تولیدات کشاورزی در افغانستان
۶۷ فیصد خاک افغانستان را کوها و دریاها تشکیل می‌دهد، ۷٫۲ فیصد آن را جنگلات، ۴٫۴۶ فیصد را علفچرها و ۹٫۳۸ فیصد را ساحات مسکونی دربردارد. از این بین ۱۲ فیصد آن که حدود ۹۶۱۰۰۰۰ هکتار می‌شود زمین‌های کشاورزی تشکیل می‌دهد. زرع نباتات به شکل آبی و للمی صورت می‌گیرد. گندم للمی سهم بارز در تولید غله دارد و از جمله محصولات عمده و اساسی می‌باشد که در حدود ۸۹ فیصد مجموع کل مصارف غلات را در افغانستان تشکیل می‌دهد. میوه جات به شمول خربوزه، تربوز، زردآلو، انار و انگور برای مصارف داخلی و هم برای صادرات تولید می‌گردد. صدور میوه جات خشک و مغزیات مخصوصاً زردآلو و بادام هنوز هم یکی از منابع مهم صادراتی افغانستان می‌باشد.

### غلات
افغانستان سالانه به ۷٫۵ میلیون تُن غله نیاز دارد که ۶٫۱ میلیون تُن آن را خودش تولید می‌کند و ۱٫۴ میلیون تُن آن را از کشورهای دیگر وارد می‌کند. در سال ۱۳۹۹ مجموع زمین‌های کشاورزی تحت کشت غله جات افغانستان ۱٬۹۰۹٬۱۲۵ هکتار زمین می‌باشد.
- گندم

در سال ۲۰۱۰ افغانستان ۹۰ درصد گندم خودش را تولید می‌کرد. بر پایه آمار وزارت زراعت آبیاری و مالداری افغانستان در سال ۱۳۹۹، این کشور دارای ۲٬۶۶۸٬۰۰۰ هکتار زمین کشاورزی تحت کشت گندم داشت که از آن به مقدار ۵٫۲ میلیون تُن گندم تولید کرده‌است.
- برنج

برنج در ولایات لغمان، بغلان، قندوز و هرات کشت می‌شود. ۱۴۷٬۵۵۵ هکتار زمین تحت کشت برنج در افغانستان وجود دارد که در سال ۱۳۹۹ از آن ۰٫۴۴ میلیون تُن گندم به‌دست آورده‌است.
بر اساس آمار وزارت زراعت، آبیاری و مالداری و ادارهٔ ملی احصاییه و معلومات، نیاز افغانستان به برنج در سال ۱۳۹۹، ۶۵۵ هزار تن است که با توجه به میزان تولید، ۲۱۵ هزار تن کمبود وجود دارد. اما در کاشت و برداشت برنج کشور در سال ۱۳۹۹ نسبت به ۱۳۹۸، حدود ۱۵ درصد افزایش به میان آمده‌است.
حاصلات برنج در سال گذشته ۳۸۳ هزار تن بود، اما به اساس گزارش سروی‌های جدید، در سال روان، با افزایش ۵۷ هزار تُنی، به ۴۴۰ هزار تن رسیده‌است. شالی‌زارهای کشور در سال گذشته ۱۲۸ هزار هکتار گزارش شده بود، در حالی به اساس سروی جدید، امسال کشت‌زارهای شالی با افزایش ۱۹٫۵ هزار هکتاری، به ۱۴۷٫۵ هزار هکتار رسیده‌است.
- جواری

جواری بیشتر در صفحات شرق و ولایت ننگرهار تولید می‌شود. ۱۴۰٬۴۹۸ هکتار زمین تحت کشت برنج در افغانستان وجود دارد که در سال ۱۳۹۹ از آن ۰٫۲۷ میلیون تُن جواری به‌دست آورده‌است.
- جو

ولایات شمالی افغانستان دارای شرایط مساعد کشت جو می‌باشد. ۸۶٬۰۹۹ هکتار زمین تحت کشت برنج در افغانستان وجود دارد که در سال ۱۳۹۹ از آن ۰٫۱۳ میلیون تن جو به‌دست آورده‌است.

### حبوبات
از اینکه ریشه این گیاه مقدار زیاد نیتروژن را از هوا بخود جذب می‌کند و ر تقویه خاک مؤثر است بنام خاندان لیگوم یاد می‌شوند. حبوبات عبارتند از دانه ماش لوبیا مشنگ باقلا نخود انواع دال عدس و سایبین می‌باشد. کشت این گیاهان در هر گوشه افغانستان می‌شود ولی در شمال شرق افغانستان زیاده کشت می‌شود. لوبیا سرخ سفید و چشم بلبلی درافغانستان کشت می‌شود. لوبیا سرخ به اب زیاد ضرورت دارد. نخود که در مقابل خشکی مقاومت دارد در قسمت‌های زیاد افغانستان کشت می‌شود.

### میوه‌جات
میوه جات درافغانستان به‌طور وفور پیدا می‌شود. چون افغانستان زمستان سرد دارد دراکثر مناطق گیاهان می‌روید که تخم یا پندک آن باید حرارت منفی صفر را سپری کند. برخلاف در جلال‌آباد حرارت زیر صفر نمی‌شود در آن جا گیاهان مناطق گرم از قبیل مالته سنتره کینو، نارنج، لیمون، زیتون و نیشکر می‌رویند. مناطق اطراف کوهای پغمان ساحه خوب برای رشد نهالسیب نوع Gulden dilcious و Red dilcious شفتالو خیلی مناسب است.
- انگور

در سال ۱۳۹۹ افغانستان ۹۹۳٬۳۸۲ تُن انگور از ۹۲٬۵۸۴ هکتار باغ تولید کرده‌است. ولایت قندهار که بزرگترین تولیدکننده انگور در افغانستان می‌باشد، با ۲۳۴٬۳۷۷ تُن انگور ۲۲ درصد انگور افغانستان را تولید کرده‌است. از دیگر ولایات عمده تولیدکننده انگور غزنی، کابل و هرات می‌باشد.
- انار

در سال ۱۳۹۹ افغانستان ۲۰۲٬۴۰۹ تُن انار از ۱۶٬۴۴۳ هکتار باغ تولید کرده‌است. ولایت قندهار که بزرگترین تولیدکننده انار در افغانستان می‌باشد، با ۷۱٬۲۲۷ تُن انار ۳۵ درصد انار افغانستان را تولید کرده‌است. از دیگر ولایات عمده تولیدکننده انار بلخ، هلمند و کاپیسا می‌باشد.
- بادام

در سال ۱۳۹۹ افغانستان ۳۹٬۳۰۷ تُن بادام از ۲۲٬۱۳۴ هکتار باغ تولید کرده‌است. ولایت دایکندی که بزرگترین تولیدکننده بادام در افغانستان می‌باشد، با ۸٬۹۵۳ تُن بادام ۲۳ درصد بادام افغانستان را تولید کرده‌است. از دیگر ولایات عمده تولیدکننده بادام زابل، بلخ و اروزگان می‌باشد.
- سیب

در سال ۱۳۹۹ افغانستان ۲۷۰٬۸۵۸ تُن سیب از ۲۵٬۶۴۳ هکتار باغ تولید کرده‌است. ولایت میدان وردک که بزرگترین تولیدکننده سیب در افغانستان می‌باشد، با ۸۹٬۵۳۵ تُن سیب ۳۳ درصد سیب افغانستان را تولید کرده‌است. از دیگر ولایات عمده تولیدکننده سیب کابل، غزنی و پروان می‌باشد.
- شفتالو

در سال ۱۳۹۹ افغانستان ۷۰٬۰۱۲ تُن شفتالو از ۶٬۷۳۵ هکتار باغ تولید کرده‌است. ولایت کابل که بزرگترین تولیدکننده شفتالو در افغانستان می‌باشد، با ۷٬۶۷۰ تُن شفتالو ۱۱ درصد شفتالو افغانستان را تولید کرده‌است. از دیگر ولایات عمده تولیدکننده شفتالو بغلان، کندهار و بدخشان می‌باشد.
- ناک

به اساس آماری که وزارت زراعت، آبیاری و مالداری در سال ۱۳۹۸ ارایه کرده‌است، ساحه کشت ناک در افغانستان حدود دو هزار و ۴۷۳ هکتار است. از همین ساحه، در سطح کشور شش هزار و ۹۶۶ تُن ناک تولید شده‌است.
- جلغوزه

در سه سال اخیر، جلغوزه به محراق توجه حکومت بدل شده‌است. افتتاح فابریکهٔ پروسس جلغوزهٔ رحیم گردیزی گروپ، نشانهٔ ادامه توجهات به جلغوزه، این محصول پردرآمد افغانستان است. وزارت زراعت، آبیاری و مالداری سالانه هزاران هکتار جنگل جلغوزه را احیا می‌کند و به انجمن‌های حفاظت از جنگل‌ها، کمک می‌کند تا این منابع درآمدشان را گسترش دهند.
در سال ۱۳۹۸، در مجموع یک هزار و ۶۷۹ تن جلغوزه به ارزش ۱۸ میلیون دلار و در نُه ماه سال ۱۳۹۹ به میزان ۷۵۴ تن جلغوزه به ارزش ۱۰٫۶ میلیون دلار به کشورهای مختلف صادر شده‌است. صادرات جلغوزه افغانستان در ۱۳۹۸ به چین حدود یک هزار و ۶۴۸ تن، به هندوستان ۱۴ تن، به امارات ۱۶ تن و نیز به سایر کشورها، یک تن صادر شده‌است.
در این سال، هشت هزار و ۷۰ هکتار جنگل جلغوزه احیا شده که در آینده پوشش جنگلی در سطح کشور از ۲٫۸ درصد به ۲٫۸۱ درصد افزایش خواهد یافت. در سال ۱۴۰۰ مالی، یک فابریکهٔ معیاری برای پروسس جلغوزه به حمایت مالی بانک انکشاف آسیایی، با سرمایه‌گذاری دو میلیون دلار ایجاد شده‌است. یک میلیون دلار این سرمایه‌گذاری را وزارت زراعت برای مالک اصلی به خاطر تشویق سرمایه‌گذاری در بخش زراعت، کمک می‌کند.

### سبزی‌جات
پس از قرن ۱۸ در افغانستان تبلیغات برای خوردن سبزیجات روز به روز افزایش می‌یافت. در جنب یک تعداد سبزیجات افغانی تخم یک تعداد سبزی از خارج وارد و بزر گردید. امروز در افغانستان بجز براکلی تقریباً تمامی سبزیجات به انواع مختلف می‌روید. در افغانستان سبزیجات به مقصد به‌دست آوردن منرال‌ها و آنزیم‌ها بدن و خوش‌مزه ساختن غذا مورد استفاده قرار می‌گیرند. سبزیجات اصلی افغانستان را ابوعلی سینا یادآوری نموده‌است. خوردن پیاز خیار ترائی گشنیز نعنا سیر طره مرچ کاهو کم برگ درقدیم مروج بود. بادنجان رومی بانجان سیاه کرم کدوسیب زمینی گلپی و غیره از خارج واردشده‌است. از اینکه سبزیجات در جلال‌آباد در زمستان کشت می‌شود. دولت آمریکا به منظور قطع کشت کوکنار برنامه‌های را در جلال‌آباد روی دست گرفته‌است. اخیراً ۲۰۶۸هکتار زمین تحت زرع قرارگرفته‌است. کشت کدو در بغلان ومیدان نتیجه خوب داده‌است. (۱۶). زیاده از ۲۳ نوع سبزیجات درین خاک موجود است.
- پیاز

به اساس آمار ریاست احصائیه وزارت زراعت، آبیاری و مالداری در سال ۱۳۹۹ از ساحه کشت پیاز در کشور ۱۶ هزار و ۹۵۸ هکتار است که به مقدار ۳۱۰ هزار و ۹۷۹ متریک تن پیاز تولید کرده‌است. بیشترین میزان به‌دست آمده پیاز از ولایت‌هایی ننگرهار لوگر و فراه می‌باشد.
- زردک

براساس آمار و ارقام سال ۱۳۹۹ ریاست احصاییه و معلومات وزارت زراعت، آبیاری و مالداری، ۱۵۴ هزار تُن زردک از ۹۴۵۶ هکتار زمین در سراسر افغانستان تولید گردیده‌است. ولایت بلخ با برداشت ۲۹ هزار و ۷۷۲ تُن حاصل، عمده‌ترین تولیدکننده زردک در کشور است.

## مالداری
نگهداری و پرورش حیوانات یک بخش عظیم از زراعت می‌باشد. مالداران افغانستان بدو بخش تبدیل گردیده‌اند دهقانان قریه جات و کوچی‌ها (عشایر). در سال ۲۰۰۳ سازمان FAO با هزینهٔ ۷۸۰٬۰۰۰ دلار آمریکایی که از جانب کشور ایتالیا معاونت شده بود، در ۳۶٬۷۰۰ قریه‌جات افغانستان نفوس شماری را باهمکاری ۹۰۰ افغان به راه انداخت. درنتایج چنین نگاشته شده‌است. در افغانستان ۳۶٬۷۰۰ قریه وجود داشته به تعداد ۳ میلون فامیل در آن زندگی می‌نمایند. تعداد حیوانات موجود به مقایسه ۱۹۸۱ خیلی‌ها کم شده و گراف بطرف کم شدن حیوانات اهلی دیده می‌شود. فعلاً افغانستان دارای ۳٫۷ میلیون گاو ۸٫۸ میلیون گوسفند ۷٫۳۰ بز ۱۴۰٬۰۰۰ راس اسپ ۱٫۶ میلیون مرکب ۱۸٬۰۰۰ شتر ۱۲٫۲ میلیون دام مرغ مرغابی و غیره می‌باشد. تعداد کم شدن حیوانات از ۱۱–۱۴ راس هرسال در هر قریه می‌باشد؛ مثلاً در سال ۱۹۸۱ افغانستان به تعداد ۱۸ میلون گوسفند داشت. در سال ۱۹۹۵ به تعداد ۲۲ میلون در ۲۰۰۳ ۸ میلون رأس گوسفند داشت. دوره طالبان شوم‌ترین دوره اقتصادی افغانستان بوده هیچ احصاییه وجود ندارد. اکنون ۱۲ شرکت افغانی گوشت را از هندوستان و مرغ را از آمریکا و برازیل وارد می‌نمایند. کدام پلان تدابیر دولتی دیده نمی‌شود که جلوگیر وارد نمودن گوشت نمایید. فعلاً در شهر کابل یک کیلو گوشت گوسفند ۳۰۰ افغانی، گوساله ۲۶۰ افغانی و گاومیشهای پاکستانی ۲۰۰ افغانی به فروش می‌رسد.

## حیات وحش
کنترل حیوانات وحش بخشی از کار زراعت می‌باشد؛ که از لحاظ حفظ محیط، شکار، تفرجگاه‌ها و غیره اهمیت زیاد دارد که بخش از اقتصاد کشورها محسوب می‌شود. در افغانستان ۱۲۰ نوع حیوانات پستاندار از نوع گوشت‌خواران و غیر گوشت‌خوار، ۵۰۰ نوع پرنده، ۴٬۵۰۰ نوع گیاه خودرو، هم تعداد از خزندگان روی زمین و زیر زمین و ذوحیاتین انواع حشرات، بیشتر از ۲۶ نوع ماهیان و مارماهی وجود دارد. به تعداد ۲۷ نوع مار زهری غیر زهری واقعی آبی و خشکه شناخت گردیده‌است. تعداد از این حیوانات در حال انقراض‌اند؛ و تعدادی هم از میان رفته‌است. در مدت ۳۲ سال جنگ و فقر مردم آنچه که طبعی وجود داشت مورد تاراج قرار دادند. تقریباً تمامی عقاب باشه وشاهین در کشور شکار شده و به خارج قاچاق شده‌است. عمده‌ترین حیوانات وحشی افغانستان عبارتند از پلنگ، پشکهای کوهی و دشتی، پلنگ برفی در نواحی شمال شرقی، کفتار در قندهار آهو رنگ آهو ختن گوزن آجر آهو، مارکوپولو خرس سیاه آسیایی میمون بز شنگلدار آهو باختری بز کوهی در نواحی شرقی و شمال شرقی افغانستان وجود دارد. خوک وحشی در ولسوالی گلران هرات، بادغیس و غیره پیدا می‌شود. گرگ، روباه و شغال را می‌توان در همه نقاط افغانستان مشاهده نمود اگرچه آن‌ها هم به خاطر پوست‌شان از چنگ شکارچیان آرام ندارند و بعضی از انواع آن‌ها توسط شکارچیان از میان رفته یا خیلی کمیاب می‌باشند که ساحهٔ حیات وحش افغانستان خیلی تنگ گردیده‌است. (۱۳)

## چراگاه‌های طبیعی
چراگاه‌های طبیعی افغانستان حدود ۳۰ میلیون هکتار بوده که نصف مساحت این کشور را احتوا نموده‌است. چراگاه‌ها ثروت بزرگ ملی و تکیه‌گاه‌های اصلی رشد مالداری در افغانستان است. چراگاه‌های کشورهای پیشرفتهٔ اول و انجام دارند؛ و در صورت نیاز تخم علوفه خوب خود چپاش می‌دهند. چراگاه‌ها باید نقشه‌برداری ساحهٔ مجاز و ممنوعه داشته باشند. زمین‌های للمی از چراگاه جدا شوند. کیفیت ساحهٔ گیاهی و علفزارها در غذا و حاصل‌دهی حیوانات تأثیر مستقیم داشته و تابع شرایط جوی و اقلیمی و رشد گیاهی همان چرا گاه می‌باشد و بعضی از چراگاه‌ها بالخصوص در نواحی جنوبی کشور جهت خشکسالی‌ها و چراندن بی‌رویهٔ دیگران، ماهیت و کیفیت خود را از دست داده‌اند و باید توجه کرد که این چراگاه‌ها نباید به خاطر اضافه چراندن حیوانات از میان بروند. چراگاه‌های پامیر و شمال و مناطق مرکزی از چراگاه‌های طبیعی و همیشگی افغانستان است. چراگاه‌های افغانستان عموماً در دامنهٔ کوها قرار داشته و شکل موسمی را دارا می‌باشند و در روزهای بهار چراندن حیوانات در چراگاه‌ها آغاز شده و نظربه موقعیت جغرافیای و اقلیمی تا ماه عقرب ادامه می‌داشته باشد. هکذا چراگاه از ساحهٔ بته‌ای بلند و جنگل دور نگه داشته شوند. دامنهٔ کوه‌ها جایگاه چراگاه گاو گوسفند کوه‌ها برایبز و دشت‌های خشک برای شتر مناسب است. گوسفند قره‌قل حیوان مقاوم در هر نوع شرایط توافق دارد.

## مرغ‌داری
در افغانستان ۵۵۰ نوع پرنده شناخته شده‌است؛ که در آینده ساختن مزرعه‌های پرورش و نگهداری این موجودات زیبا در زیبایی کشور می‌افزاید. افغانستان داری تفرجگاه و زیارت‌های بسیاری می‌باشد که این محلات محل خوب برای رشد و پرورش کبوتر، مرغابی و غاز می‌باشد. در شهر کابل بازاری بنام کاه‌فروشی وجود دارد که در آنجا پرندگان به شکل محلی پرورش داده می‌شوند ولی در افغانستان مزرعهٔ بزرگ پرندگان وجود ندارد. پرورش کبوتران رنگه و فروش آن در بازارهای بزرگ جزو اقتصاد آیندهٔ کشور خواهد بود.
مرغداری: پرورش مرغ به شکل نیمه‌مدرن در افغانستان از سالیان دراز است که مروج است. درین اواخر مزرعه‌های کوچک مرغ در مناطق هرات، بامیان، کابل و شمالی مروج گردیده‌است. از اینکه پرورش مرغداری در ایران پیشینهٔ بیشتر دارد، افغان‌ها از وسایل و طرز پرورش ایرانی استفاده می‌کنند؛ و هکذا یک تعداد وسایل از اتریش نیز وارد می‌گردد. افغانستان دارای ۱۲ میلون پرنده و مرغ خانگی می‌باشد. (fao ۲۰۰۳)
هم‌اکنون وارد کردن مرغ‌های یخچالی تحت نام بازار آزاد از خارج وارد می‌شود که بالای مرغداران تأثیر نموده‌است. افغانستان دارای مرغ‌های خانگی، مرغابی، غاز، کبک زری و فیل‌مرغ (بوقلمون) قوی‌اند. با افزایش این مرغان در مزرعه‌های بزرگ امید است غرض بهبود شرایط اقتصادی آن.

## گل‌داری
مردم افغانستان از زمانه‌های خیلی قدیم با گل آشنایی داشتند؛ که می‌توان نوعیت گل‌ها را درسکه‌ها، مجسمه‌ها، مینیاتوری، کنده‌کاری روی اجسام نقاشی دریافت. گل‌های افغانستان به ۳ دسته یعنی درختی، بته و علف تقسیمات شده‌است؛ که درختی آن سنجد واکاسیا و نوع بته‌ای آن ارغوان گلاب و مرسل و فرشی آن پتونی فلاکس همبری امیری آدم چیره و غیره نام برد. بیشتر از ۲۰۰ نوع گل در افغانستان موجود است. در آینده برای استحصال عطر و زنبورداری و رنگ درآمد خوبی برای افغانستان خواهد بود. فعلاً کدام کمپنی تولید گل وجود ندارد. سازمان ملل درین اواخر برای دهقانان هرات کشت زعفران را ترویج می‌نماید. مدتی کشور آلمان در صفحات شمال پرورش گل پتونی را ترویج می‌نمود. سایر گل‌ها مارکیت ندارد در صورتی‌که مارکیت خارجی وجود داشته باشد مردم به کشت گل‌ها اقدام خواهند ورزید.

## گیاهان پزشکی
یکی از اقلام صادراتی افغانستان را گیاهان پزشکی تشکیل می‌دهد؛ که سالانه ۲۰–۲۲ میلیون دلار به دست می‌ایند. در جهان ۳۲۰٬۰۰۰ نوع گیاه وجود دارد؛ از جمله ۲۵٬۰۰۰ نوع گیاه در افغانستان موجوداند. از جمله ۵۰۰ نوع آن شناسایی شده‌است. ۳۰۰ نوع گیاه پزشکی قابل استفاده می‌باشد. از جمله ۴۵ نوع آن ارزش تجارتی دارد. ۶ نوع آن را عمدتاً صادر می‌شود که عبارتند از هنگ، زیره، شیرین بویه، ایارلنگ، اسپند، تخم کوکنار و هکذا گنده فیروزه، ترکیب موم لایی، چاسکو، اسفرزه، زعفران، خاکشیر، ساکو دانه نیز از اقلیت صادرات این کشور می‌باشد. از اینکه مردم درین ۳۰ سال به‌طور غیرفنی این گیاهان با ارزش را خودسران بریده‌اند. فراورده‌های این گیاهان خیلی پائین آمده‌است. فعلاً دولت افغانستان در ده ولایت بریدن یک تعداد گیاهان پزشکی را ممنوع قرار داده‌است.

### تولیدات سالانه گیاهان پزشکی
- زعفران

افغانستان که تا چندی قبل در جهان به عنوان کشور تولیدکنندهٔ زعفران شناخته نمی‌شد، امروز در بین ۳۰ کشور که به تولید زعفران روی آورده‌اند، جایگاه دوم را با ۴٫۳ درصد تولید زعفران جهان از آن خود ساخته‌است و ارزش این صنعت در افغانستان حدود بیش‌تر از ۱۴۰ میلیون دلار تخمین زده می‌شود.
- هنگ

افغانستان دارای سه نوع هینگ (هینگ سرخ، هینگ سفید و چهیر) به صورت طبیعی دارد که از جمله اقلام مهم صادراتی آن بشمار می‌رود. به اساس آمار ریاست احصاییه وزارت زراعت، آبیاری و مالداری، نشان می‌دهد که تنها در سال ۱۳۹۸ خورشیدی، دوهزار و ۵۰۰ و ۴۹ متریک تُن شیره هینگ در سطح کشور تولید شده‌است. ارزش هینگ درجه اول در هرکیلو ۸۵ دلار آمریکایی و درجه دوم آن به ۷۰ دلار آمریکایی در بازارها فروخته می‌شود و عمده‌ترین مشتری هینگ افغانستان، هند می‌باشد. این گیاه بیش‌تر در ولایات بلخ، تخار، جوزجان، سمنگان و بدخشان کشت می‌شود. همچنین قرار است در سال ۱۴۰۰، پروژه تنظیم و ارزش‌افزایی محصولات طبی به ویژه هینگ نیز در ولایت‌های بلخ، سمنگان، کندز، تخار، بدخشان، جوزجان، فاریاب، سرپل، هرات، بادغیس، غور، پکتیا، غزنی، فراه و لوگر راه‌اندازی و تطبیق شود.
- زیره

آمار ریاست احصاییه وزارت زراعت در سال ۱۳۹۸ نشان می‌دهد که در سراسر کشور از هشت هزار و ۶۴۰ هکتار زمین، ۱۲ هزار ۹۸۹ متریک تن زیره تولید شده که ۱۰ میلیون و ۵۴۸ هزار و ۴۲۸ کیلو گرام آن با ارزش ۲۸ میلیون ۶۶۰ هزار و ۸۰۸ دلار آمریکایی به کشورهای هند، پاکستان، ترکیه و اروپا صادر شده‌است.

## پرورش ماهی
پیش‌تر پروژه‌ای بند برق درونته سروبی کجکی و کوکچه و غیره نه تنها به منظور به‌دست آوردن برق بلکه به مقاصد گوناگون اعمار گردیده بود. از جمله پرورش ماهی نیز بوده‌است؛ ولی پس از جنگ‌ها بندها و حوض‌های ماهی از میان رفته‌است و ضرورت به احیا دارد. درین اواخر دولت فرانسه در گلبهار کنار دریای پنجشیر به ارزش ۲۵۰٬۰۰۰ دلار مزرعهٔ پرورش ماهی را ایجاد و به بهره‌برداری سپرده‌است. هم‌اکنون کدام پروژهٔ بزرگ ماهی در دست نیست. دره‌های افغانستان دارای آب‌های شیرین می‌باشد. در صورت ساختن حوض‌های بزرگ پرورش ماهی در کنار دریاها میلیون‌ها دلار عواید به‌دست خواهد آمد. دو شرکت کانادایی فعلاً در احیا و بازسازی کانال‌ها کار می‌نماید.
بر اساس آمار ریاست احصائیه وزارت زراعت افغانستان حدود دو هزار و ۳۵۰ فارم گرم‌آبی و سردآبی درسطح کشور ایجاد شده که بیش‌ترین این ماهی‌پروری‌ها در قندهار و کم‌ترین آن در بامیان است. در سال ۱۳۹۹ افغانستان حدود ۱۱ هزار و ۵۰۰ تُن ماهی در ۱۳۹۹ تولید کرده‌است که در مقایسه با ۱۳۹۸، یک هزار و ۵۰۰ تُن ازدیاد را نشان می‌دهد.

## گیاهان نشه‌آور
کشت تریاک در ۳۴ ولایت افغانستان مروج است. در زمان ظاهرشاه کشت این ماده از ۱٬۲۰۰ تن زیاده تجاوز نمی‌کرد. در آن زمان ترافیک به سوی پاکستان بود. پس از فروپاشی اتحاد جماهیر شوروی سوسیالیستی کشورهای آسیای میانه ترافیک این ماده گردید. این ماده مافیای دولتی را با خود داشته شبکه‌های آن تا اروپا و آمریکا رسیده‌است. قاچاقچیان هم‌اکنون کشتی، راه‌آهن، هواپیما و زیردریایی را در اختیار دارند. هم‌اکنون حاصلات تریاک تا ۴٬۰۰۰ تن می‌رسد که ازین مدرک ۴٫۴۹ میلیارد دلار عواید به‌دست می‌آید. این گیاه آب زیاد را در کار ندارد. حاصل این گیاه در یک هکتار ۲۹٫۲ کیلو می‌باشد.
چرس (کنه بیس). این گیاه تا سال‌های ۱۹۹۲ صرف در مزارشریف کشت می‌گردید. پس از ۱۹۹۲، کشت این گیاه افزایش پیدا نمود. هم‌اکنون در ۱۷ ولایت افغانستان کشت می‌شود. حاصل آن در یک هکتار ۱۴۵ کیلو در یک جریب ۱۴٫۵ کیلو است. تولیدات این گیاه در سال ۲۰۱۰ ۱٬۵۰۰–۳٬۵۰۰ تن تولید گردید. بهای تولید یک هکتار به ۳٬۳۴۱ دلار آمریکایی می‌شود. در سال ۲۰۰۹ مجموع فروش ۴۳۸ میلون دلار برآورد (تخمین) شده‌است؛ که هرسال صدها هزار خانواده را به تباهی می‌کشاند. به‌خصوص نسل جوان کشورها را. در اروپا مافیا اولاً جوانان را به سگرت عادت می‌دهند، پسان‌تر به چرس، و بعدها به الکل و هروئین.

## علوفه‌جات
علوفه‌جات به حیث یک بخش گیاهان و اساس مواد غذایی حیوانات را تشکیل نموده، برای تهیهٔ انرژی به صورت مستقیم به حیوانات و به شکل غیرمستقیم بالای انسان‌ها ضروری می‌باشد. علوفه‌جات به دو قسم‌اند؛ یکساله مانند شبدر، رشقه، گلزرد شبدر، شبدر ایرانی، شبدر دورگ، و ماشک گل و خوشه و علوفه‌جات دوساله مانند رشقه، اسپری، شبدر شیرین و شبدر قرمز می‌باشد. علوفه از برگ، دانه و شاخهٔ بسیاری گیاهان ساخته می‌شود. از برگ و ساقهٔ نخود، از ساقهٔ ارزن، از برگ جوار، از رشقه و شبدر تمامی حصهٔ گیاه استفاده می‌شود.

## گیاهان اصلی افغانستان
در هر کشور که یک گیاه به شکل خودرو وجود داشته باشد. آن کشور مادر اصلی گیاه می‌باشد؛ که می‌توان از لوبیا یک نوع زردک زرد، پسته، سیب، بادام، ۶۴ نوع انگور که سازمان غذایی ۹۶ نوع اعلان نموده نخود پنبه و سیر می‌باشد. البته افغانستان مادر یک تعداد گیاهان خودرو حشرات و جانوران وحشی نیست؛ مثلاً درخت چلغوزه در آسیا صرف در افغانستان است، ولی این درخت در آمریکا جنوبی هم می‌باشد. و هم گیاهان دیگر هم‌مانند در آنجا وجود دارد. دلیل آن این‌ست که ۲۵۰ میلیون سال پیش در روی زمین یک ابرقارهٔ بزرگ وجود داشته‌است.
اینکه چرا حیوانات و نباتات مشابه در افغانستان آسیا و آمریکا وجود دارد، علت آن تخم نباتات از یک جا به جای دیگر توسط باد، دریا و پرندگان انتقال یافته‌است.

## پیوند داخلی
- وزارت زراعت، آبیاری و مالداری افغانستان
- انستیتیوت انکشاف دهات افغانستان
- اقلیم افغانستان
- ولایت کندوز
- مکسیپک
- بند سبزک
- ولایت بادغیس
- حشیش
- تریاک
- نمایندگی ایالات متحده آمریکا برای توسعه بین‌المللی
- کشتزار دارالامان
- مرکز بین‌المللی پژوهش کشاورزی در مناطق خشک
- مؤسسه بین‌المللی پژوهشی گیاهان برای نواحی نیمه خشک